# Magyarlóna
Magyarlóna (1899-ig Szászlóna, románul Luna de Sus, németül Deutschdorf) falu Romániában Kolozs megyében.

## Fekvése
Kolozsvártól 12 km-re nyugatra fekvő település.

## Története
1298-ban Louna néven, mint Gyalu és Fenes közti helyet említette először oklevél.
1332-ben Lona, 1733-ban Szász-Lona, 1808-ban Lóna (Szász-) h., Luna
val. 1861-ben  Szász-Lóna, 1913-ban Magyarlóna néven írták.
Lóna a Nógrád vármegyei garábi monostor birtoka volt; kegyura, a Kökényes-Radnót nemzetségbeli Mykud bán fiaival visszavetette a monostortól, és Monoszló nemzetségbeli Péter erdélyi püspöknek adta cserébe.
1332-ben Johannes sacerdos de Lona János nevű papja 40 új báni, 40 dénár és 4 kisdénár pápai tizedet fizetett.
1556-tól a gyalui vártartomány faluja.
1663 őszétől Bánffy-birtok.
1910-ben 1673, többségében magyar lakosa volt, jelentős román kisebbséggel. A trianoni békeszerződésig, és 1940-től 1944-ig újra a magyar közigazgatásban Kolozs vármegye Gyalui járásához tartozott.
1926 júniusában egy hatalmas felhőszakadás nyomán Lóna egy része elpusztult.

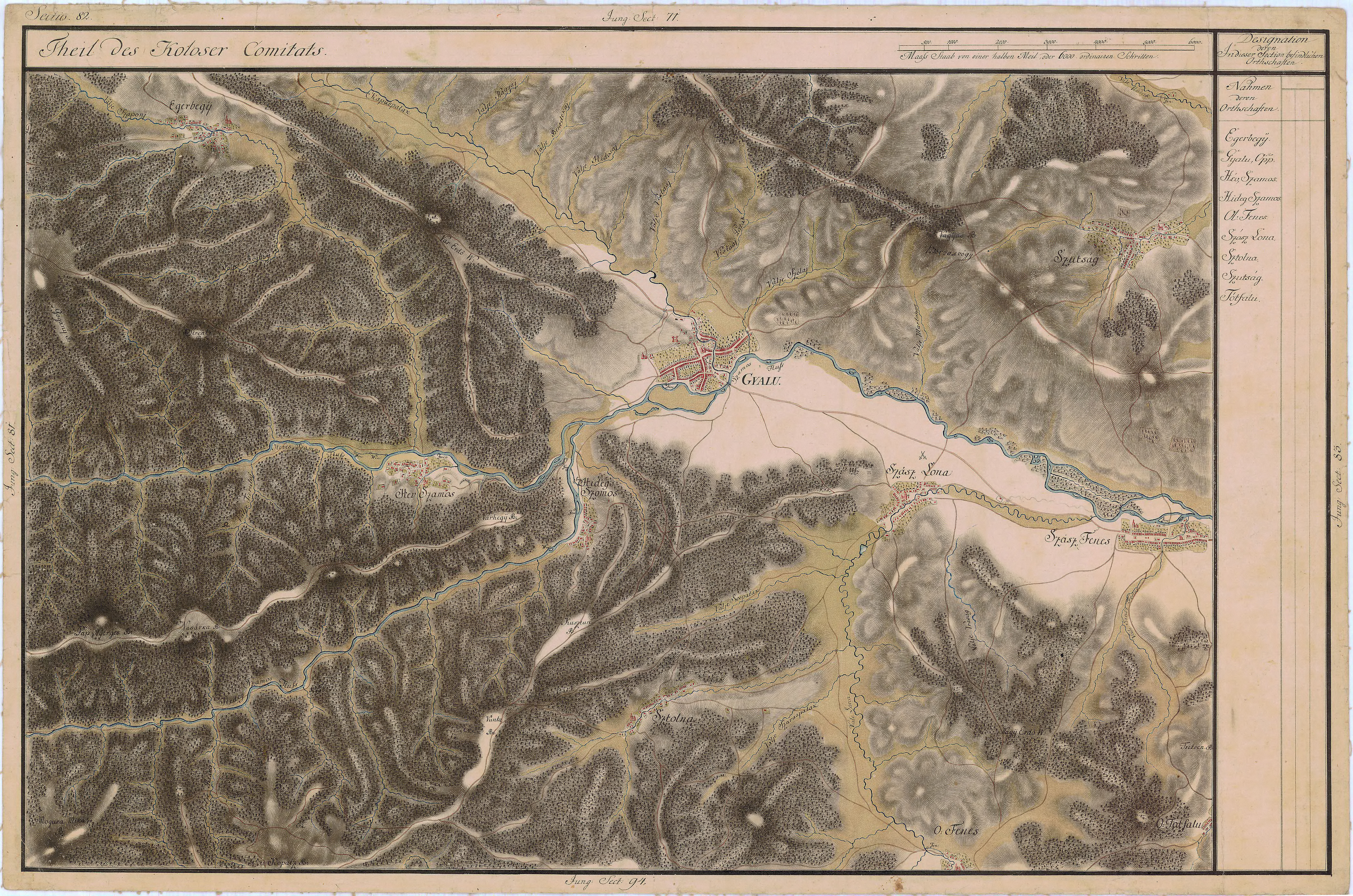
Magyarlóna Jozefini térkép

## Nevezetességek
A falunak 14. századi gótikus református temploma van, mennyezetén 120 színes festett kazettával.

## Híres emberek
- Itt született 1911. március 12-én Kiss Manyi Kossuth- és Jászai Mari-díjas színművésznő.